# Juan Alvina
Juan Alvina Bezerra (Rio de Janeiro, 16 febbraio 2003) è un calciatore brasiliano, attaccante dello Zamalek.

## Carriera
Cresciuto nel settore giovanile del Vasco da Gama, ha debuttato in prima squadra il 14 gennaio 2023 nell'incontro del Campionato Carioca pareggiato 0-0 contro il Madureira. Il 12 settembre 2023 è stato acquistato a titolo definitivo dall'Oleksandrija, club della prima divisione ucraina; ha debuttato con gli ucraini dieci giorni dopo nell'incontro di campionato perso 5-1 contro il Čornomorec' ed ha invece segnato il suo primo gol l'11 novembre, decidendo la partita vinta per 1-0 contro il Veres Rivne. Nell'estate del 2025 fa il suo esordio nelle competizioni UEFA per club, giocando 2 partite nei turni preliminari di Conference League.
Il 7 agosto 2025 è stato acquistato dallo Zamalek, club della prima divisione egiziana.

## Statistiche

### Presenze e reti nei club
Statistiche aggiornate al 11 agosto 2025.
| Stagione            | Squadra             | Campionato          | Campionato | Campionato | Coppe nazionali | Coppe nazionali | Coppe nazionali | Coppe continentali | Coppe continentali | Coppe continentali | Altre coppe | Altre coppe | Altre coppe | Totale | Totale | Totale |
| Stagione            | Squadra             | Comp                | Pres       | Reti       | Comp            | Pres            | Reti            | Comp               | Pres               | Reti               | Comp        | Pres        | Reti        | Pres   | Reti   |        |
| ------------------- | ------------------- | ------------------- | ---------- | ---------- | --------------- | --------------- | --------------- | ------------------ | ------------------ | ------------------ | ----------- | ----------- | ----------- | ------ | ------ | ------ |
| 2023                | Vasco da Gama       | A/RJ+A              | 2+0        | 0          | CB              | 0               | 0               | -                  | -                  | -                  | -           | -           | -           | 2      | 0      |        |
| 2023-2024           | Oleksandrija        | PL                  | 13         | 3          | CU              | 0               | 0               | -                  | -                  | -                  | -           | -           | -           | 13     | 3      |        |
| 2024-2025           | Oleksandrija        | PL                  | 24         | 6          | CU              | 2               | 0               | -                  | -                  | -                  | -           | -           | -           | 26     | 6      |        |
| lug.-ago. 2025      | Oleksandrija        | PL                  | 1          | 0          | CU              | 0               | 0               | UECL               | 2                  | 0                  | -           | -           | -           | 3      | 0      |        |
| Totale Oleksandrija | Totale Oleksandrija | Totale Oleksandrija | 38         | 9          |                 | 2               | 0               |                    | 2                  | 0                  |             | -           | -           | 42     | 9      |        |
| 2025-2026           | Zamalek             | 1L                  | 0          | 0          | CE              | 0               | 0               | CAF CC             | 0                  | 0                  | -           | -           | -           | 0      | 0      |        |
| Totale carriera     | Totale carriera     | Totale carriera     | 40         | 9          |                 | 2               | 0               |                    | 2                  | 0                  |             | -           | -           | 44     | 9      |        |